# Noord Aa

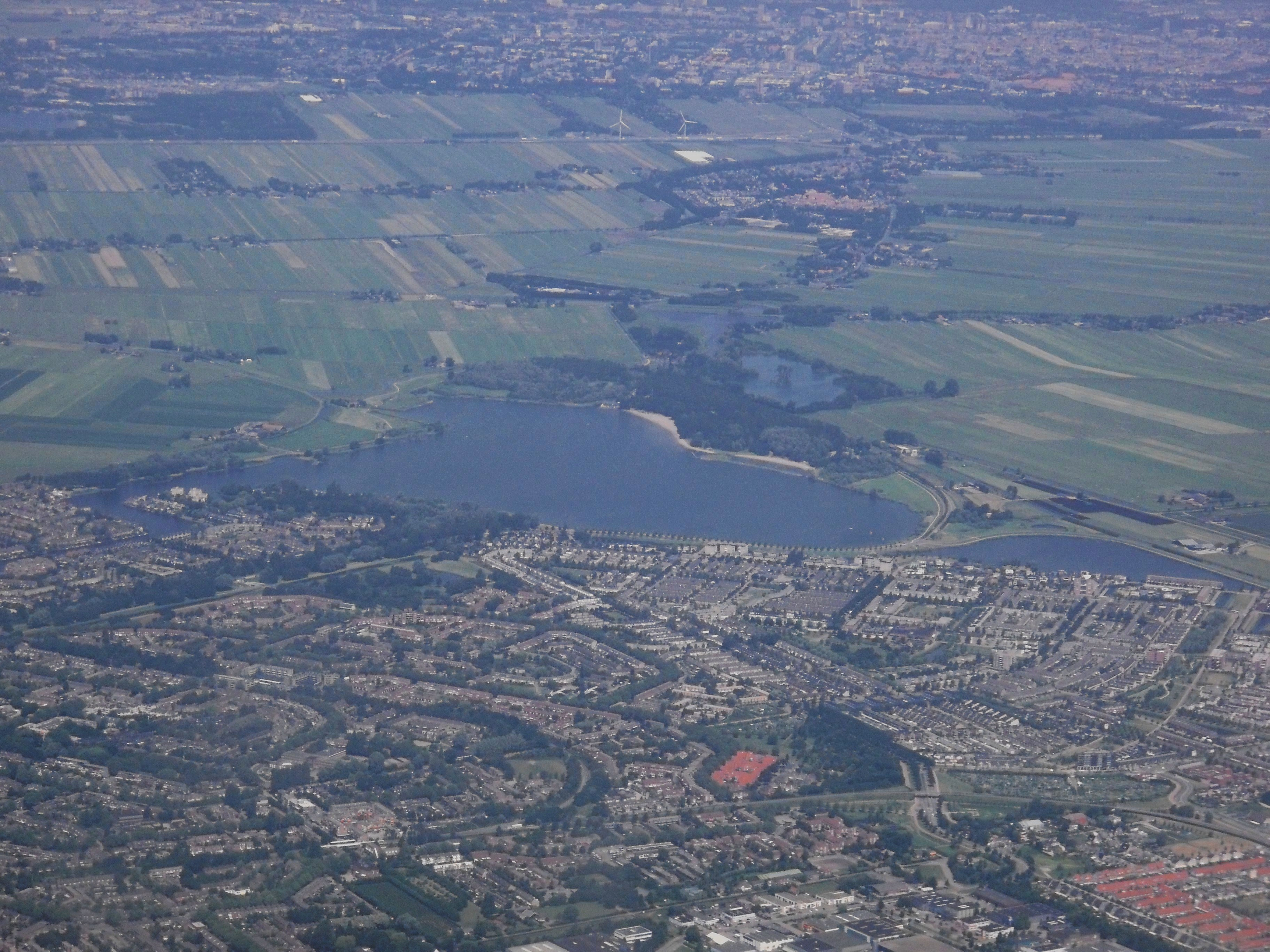
Van achter naar voren: Noord Aa, de Plas, Zoetermeerse Plas.

De Noord Aa is een waterloop ten noorden van Zoetermeer in de gemeente Zoeterwoude. Op het Noord Aa sluiten de Meer of Buurwatering,  de Zuidbuurtse Watering en de Weipoortse Vliet aan. Door de driehoekige vorm is het Noord Aa al vroeg herkenbaar op oude landkaarten. Van oudsher werd er door de inwoners van de dorpen Zoetermeer en Seghwaert al veel gezwommen. Het Hoogheemraadschap van Rijnland beheert de waterkwaliteit en verzorgt de watercontroles ten behoeve van het zwemmen in buitenwater. Naar de Zoetermeerse Plas is een kano-overdraagplaats. 
Noord Aa is ook de naam van het gehele recreatiegebied, waarin ook de Plas en de Zoetermeerse Plas in de gemeente Zoetermeer liggen. In veel gevallen wordt daarom vooral in het Zoetermeerse de Zoetermeerse Plas bedoeld, als men het over het Noord Aa heeft.
Vanwege achterstallig onderhoud en gewijzigd recreatiegebruik werd in 2016 besloten om het recreatiegebied op te waarderen en opnieuw in te richten zodat de gebruiks- en belevingswaarde kon worden verbeterd. Bij de plannen waren al de gebruikersgroepen die er recreëerden betrokken door de landschapsarchitect zodat er geen vaste gebruikers in het nieuwe plan zouden worden buiten gesloten. In het “Landschapsplan Noord Aa” is dat duidelijk uiteengezet.

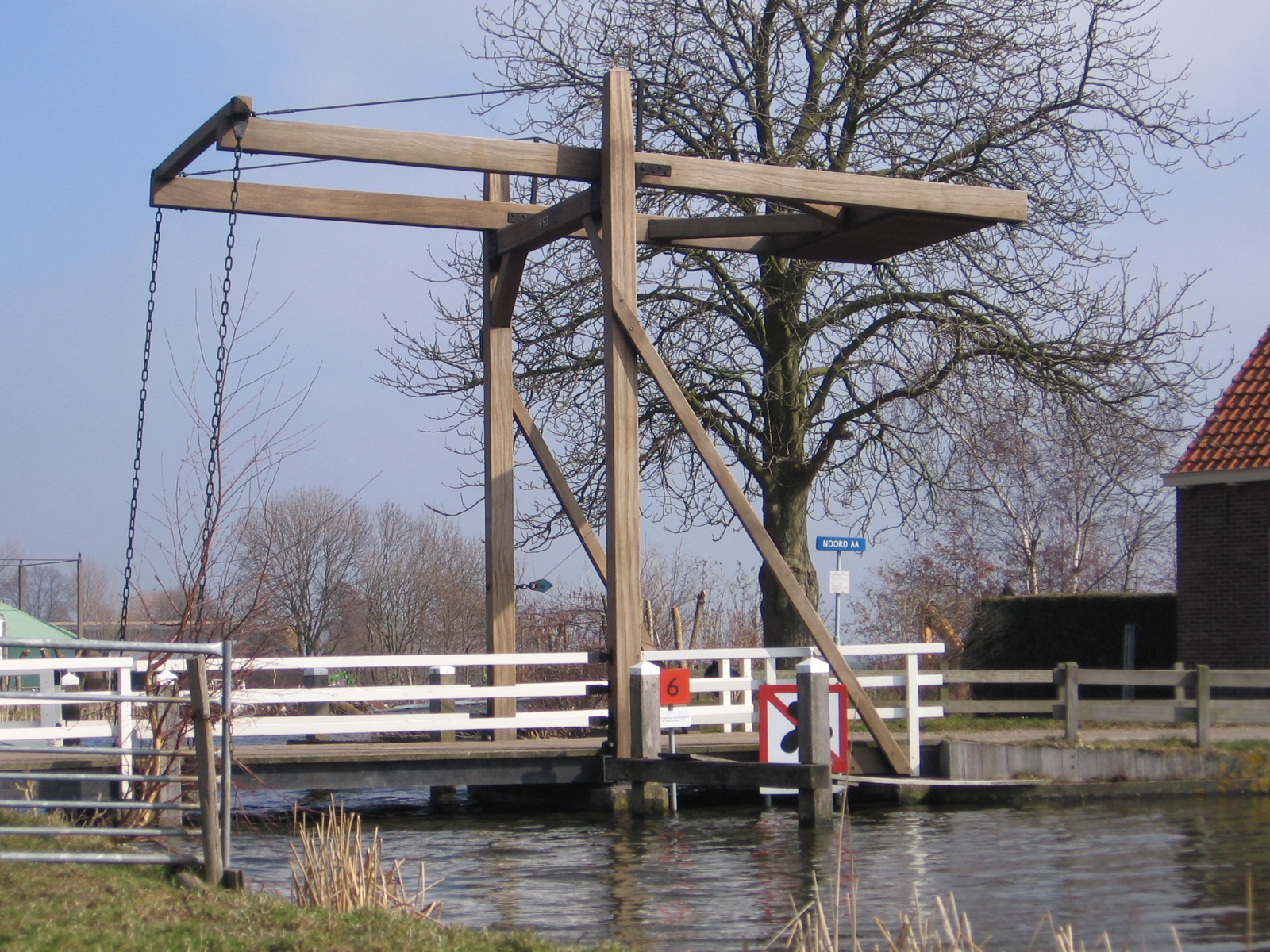
Ophaalbrug over de Noord Aa ten zuiden van Weipoort
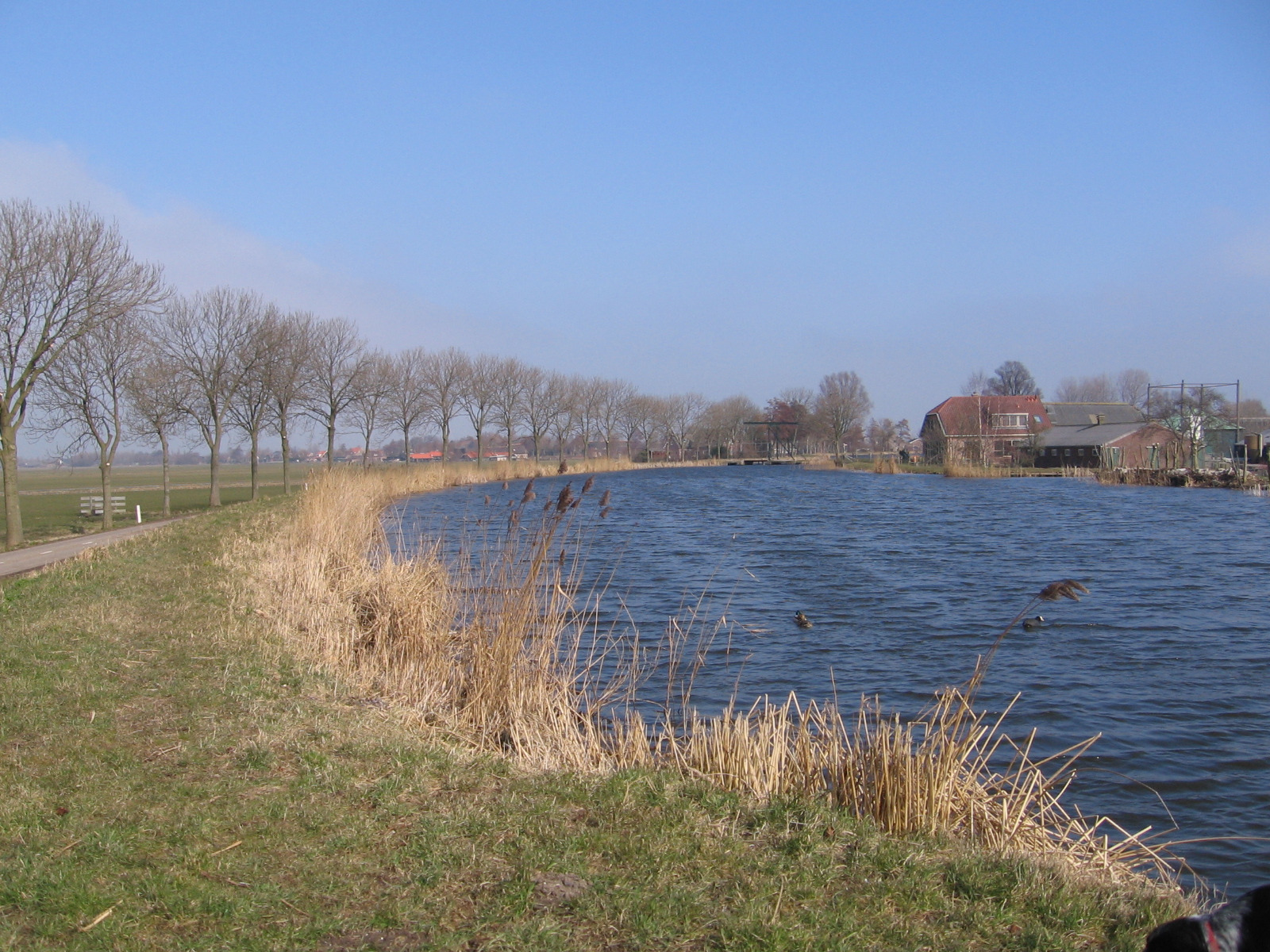
Noord Aa gezien vanaf deze brug richting Weipoort
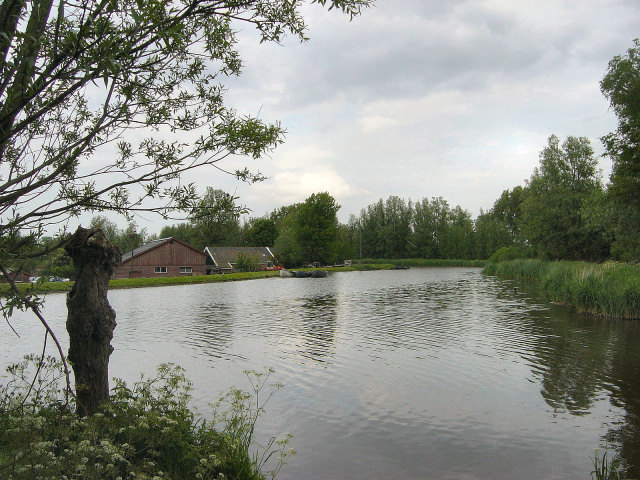
Noord Aa